# Dret a la vida
El dret a la vida és el primer dels drets humans reconegut en la majoria de tractats internacionals i es refereix bàsicament al dret a viure i no ser assassinat per altre. Aquest dret centra els principals debats ètics contemporanis, ja que hi ha determinades pràctiques que per als seus detractors suposen una violació d'aquest dret fonamental mentre que per altres no constitueixen cap transgressió. Aquests debats giren al voltant de l'avortament, l'eutanàsia, la pena de mort o la guerra.

## Avortament
Els detractors de l'avortament, també anomenats pro-vida, neguen la possibilitat d'avortar, ja que suposa la mort del fetus, que no pot defensar-se per ell mateix i, per tant, mereix especial cura. Els que permeten la interrupció de l'embaràs afirmen que encara no és vida humana, especialment en les primeres setmanes de gestació, justament perquè no ha nascut, sinó que és solament un projecte vital o un conjunt de cèl·lules.

## Eutanàsia
Els crítics de l'eutanàsia la condemnen perquè addiuen que és una forma d'assassinat però justificada en paliar el dolor o el patiment. Afirmen que ningú pot decidir sobre la vida d'altres, ni tan sols metges, familiars o el mateix malalt. Per contra, el moviment que reclama una mort digna assegura que la vida sense unes certes qualitats no és vida i que cadascú és senyor del seu propi cos, l'eutanàsia seria una forma de suïcidi assistit quan la persona no pot llevar-se la vida per ell mateix (els suïcides no es consideren assassins i, per tant, no anirien contra el dret a la vida)

## Pena de mort
Els qui condemnen la pena de mort afirmen que és un crim pitjor que l'assassinat ordinari, ja que implica l'Estat i que suposa una revenja injustificable contra qui ha comès un delicte, a més que existeix el risc d'error en la condemna. Alguns països que tenen aquest càstig entre les seves lleis sostenen que és una condemna lícita, ja que usualment la persona executada ha atemptat abans contra la vida d'altres, per tant és una resposta a una violació del dret bàsic i la prevenció perquè no torni a succeir.

## Guerra
La guerra suposa una excepció en la legislació ordinària segons el dret internacional, per això els morts en combat no es consideren homicidis. En canvi, hi ha grups defensors del pacifisme que creuen que la guerra és un estat que per definició atempta contra el dret a la vida i que no es poden fer excepcions en aquest dret que sustenta tots els altres. Per tant, afirmen que ningú no pot veure's obligat a acceptar una ordre que suposi posar fi a la vida d'un altre, encara que sigui considerat enemic.